# Masso avello

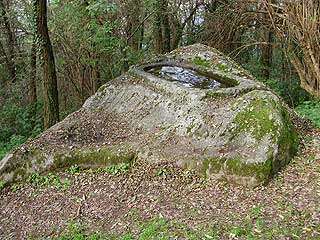
Il masso avello di Negrenza a Torno.

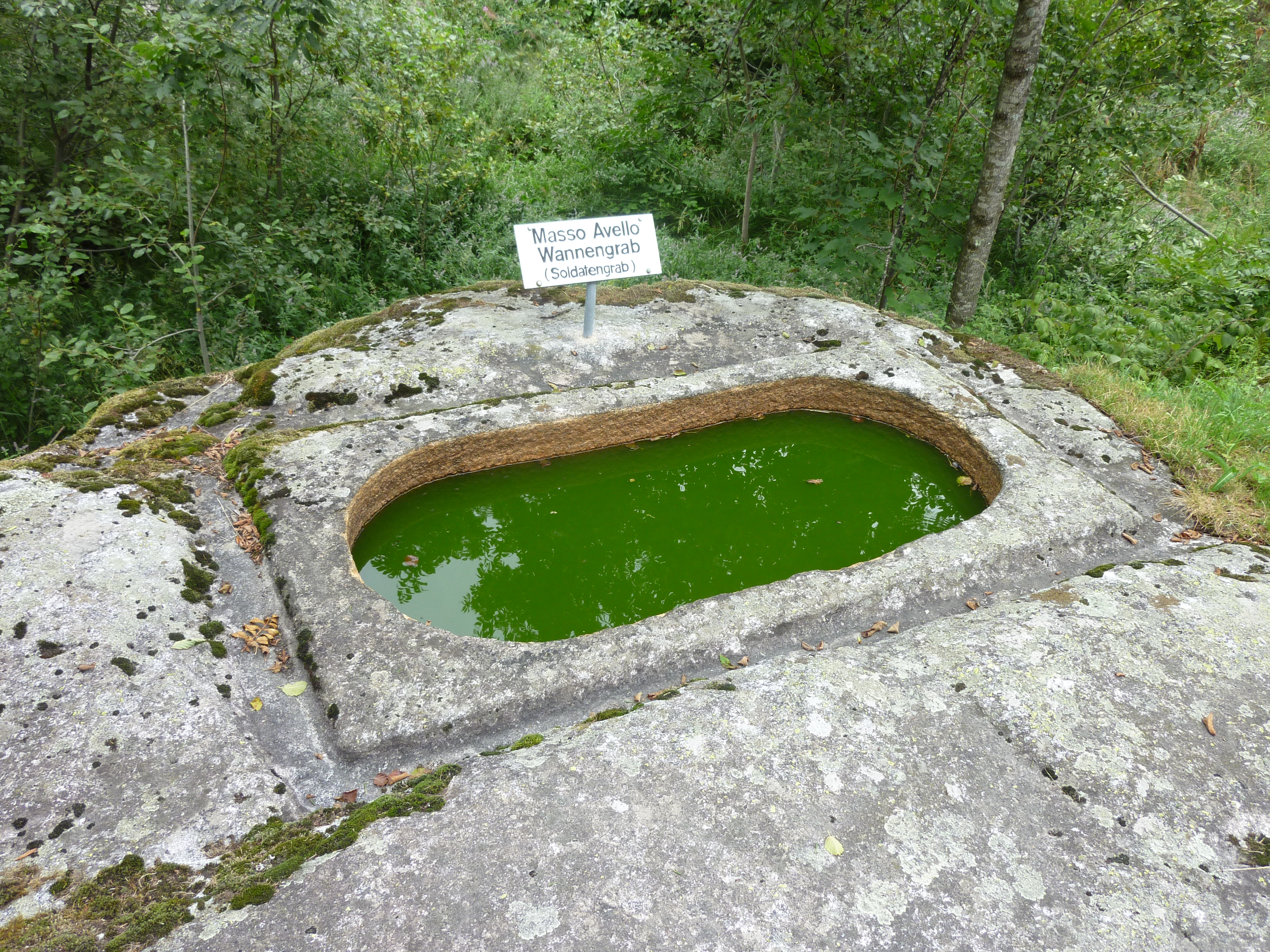
Il masso avello di Stampa

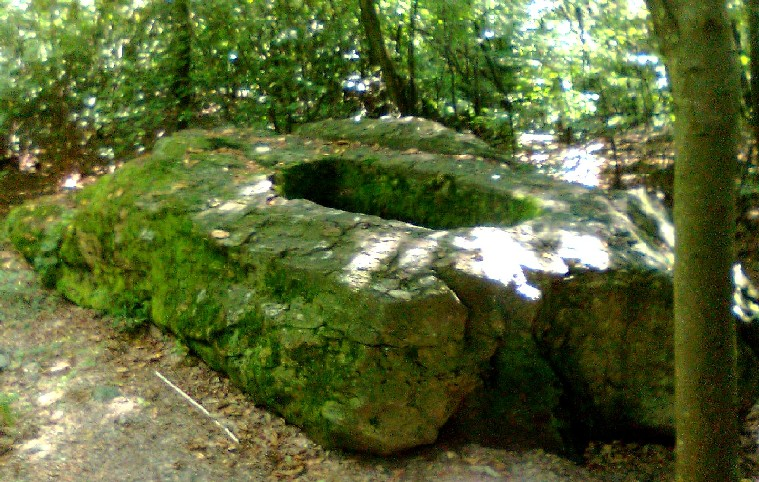
Il Ròc d'la Regina (Monte Orsetto, BI)

Un masso avello è una tomba a inumazione scavata in un masso erratico di granito, sarizzo, gneiss o serpentino oppure in una roccia affiorante. 

## Descrizione
La definizione venne data nel 1872 dal canonico Vincenzo Barelli che per primo descrisse questi reperti, mentre il primo studio sistematico venne pubblicato da Alberto Magni sulla Rivista archeologica della provincia ed antica diocesi di Como.
Il territorio comasco è ricco di tali monumenti, considerati unici in ambito italico.
Attualmente sono 32 i massi avelli classificati, mentre rimane il dubbio per altri 7. Inoltre quattro tombe sono state scavate direttamente nella roccia e non in un masso erratico. Essi si presentano in maniera omogenea dal punto di vista della tecnica di lavorazione e della morfologia e misurano mediamente 185 cm di lunghezza, 80 di larghezza e 50 di profondità. Il tratto comune più evidente che caratterizza queste tombe è la loro visibilità nel paesaggio circostante.
Risultano concentrati per la maggior parte nel triangolo lariano ed in Brianza, occasionalmente sono stati rinvenuti anche in Val d'Intelvi (a Scaria: 2), Val Menaggio (a Plesio: 1), Val Bregaglia (1), Val Codera (4), Canton Ticino (1), Valtellina (2) e nelle vicinanze di Como (1).
Sarcofagi scavati in massi erratici sono stati segnalati anche in altre parti del Nord-Italia, come ad esempio il Ròc d'la Regina presso il Monte Orsetto, nel Canavese.

## Storia
I massi avelli rappresentano ancora un mistero archeologico, sia per quanto riguarda la loro datazione, sia per la loro collocazione culturale.
In epoche più o meno recenti sono stati profanati, spesso utilizzati per altri scopi, come lavatoi per esempio, pochissimi sono stati trovati integri in epoche recenti. Nessun oggetto è stato ritrovato al loro interno o nelle immediate vicinanze che potesse aiutare nella loro datazione. Nessuna epigrafe è presente, nessuna fonte storica ne menziona, nessuna leggenda o tradizione popolare ci può indicare un'epoca o una popolazione di riferimento.
L'inumazione esclude un'appartenenza protostorica celtica. La dislocazione isolata e lontana da importanti vie di transito e l'assenza di iscrizioni esclude l'origine romana. La fine tecnica di lavorazione è certamente di tradizione romana. Senza dubbio non sono di tradizione cristiana.

Certamente i massi avelli sono stati utilizzati come sepolture di personaggi importanti e la loro appartenenza è identificabile in quelle popolazioni che abitarono il territorio lariano dopo la caduta dell'Impero romano d'Occidente.

Il comasco, dopo la caduta dell'Impero romano d'Occidente, fu sotto dominazione dei Goti fino al 553, poi dei Bizantini. Anche i Franchi erano sporadicamente presenti nell'alto Lario attorno al 550.

I Longobardi trovarono una salda resistenza nell'Isola Comacina difesa dal magister militum Francione che per vent'anni rappresentò un baluardo bizantino e l'assedio all'isola durò sei mesi prima della resa nel 588.

Il sistema difensivo era molto complesso: non solo l'isola era fortificata, ma tutto il territorio circostante era dotato di presidi di difesa come il Castel Baradello a Como, Castelmarte ed il Buco del piombo sulla Valassina. Francione riuscì a prolungare sulle rive del Lario il crepuscolo dell'età romana e a raccogliere quella classe di possessores e delusi che fuggivano all'occupazione longobarda.
La collocazione dei massi avelli va dunque ricercata nel periodo di tempo tra la fine del V secolo e la fine del VI in quelle popolazioni barbariche che si stabilirono sul territorio comasco e che per il momento non ci è possibile identificare con certezza.

Solo il fortuito ritrovamento di una tomba intatta con corredo potrebbe darci qualche indicazione maggiore nella datazione e nell'appartenenza.